# ベンツ・パテント・モトールヴァーゲン
ベンツ・パテント・モトールヴァーゲン (ドイツ語: Patent-Motorwagen、直訳で特許発動機車の意)は、1886年に製造され、内燃機関で走行するように設計された世界初の自動車として幅広く認識される。オリジナルの製作に要した費用は1885年で$1,000であった（2015年の貨幣価値で$26,337に相当）。
車両はカール・ベンツが1886年1月29日に出願したドイツの特許37435号を取得した。公式資料によると、これは出願の日付で、この発明に対する特許が成立したのは同年11月とされる。
ベンツは1886年7月3日にマンハイムのRingstrasse（Ringstraße）で公式に彼の発明を公開した。
1886年から1893年にかけて約25台のベンツ・パテント・モトールヴァーゲンが製造された。
ベンツの妻のベルタ・ベンツは開発工程の資金調達を行い、近代的な法律の下では特許を保持できたが結婚した女性である彼女は特許を取得しようとしなかった。
日本ではトヨタ博物館がレプリカを所蔵している。

## 仕様諸元

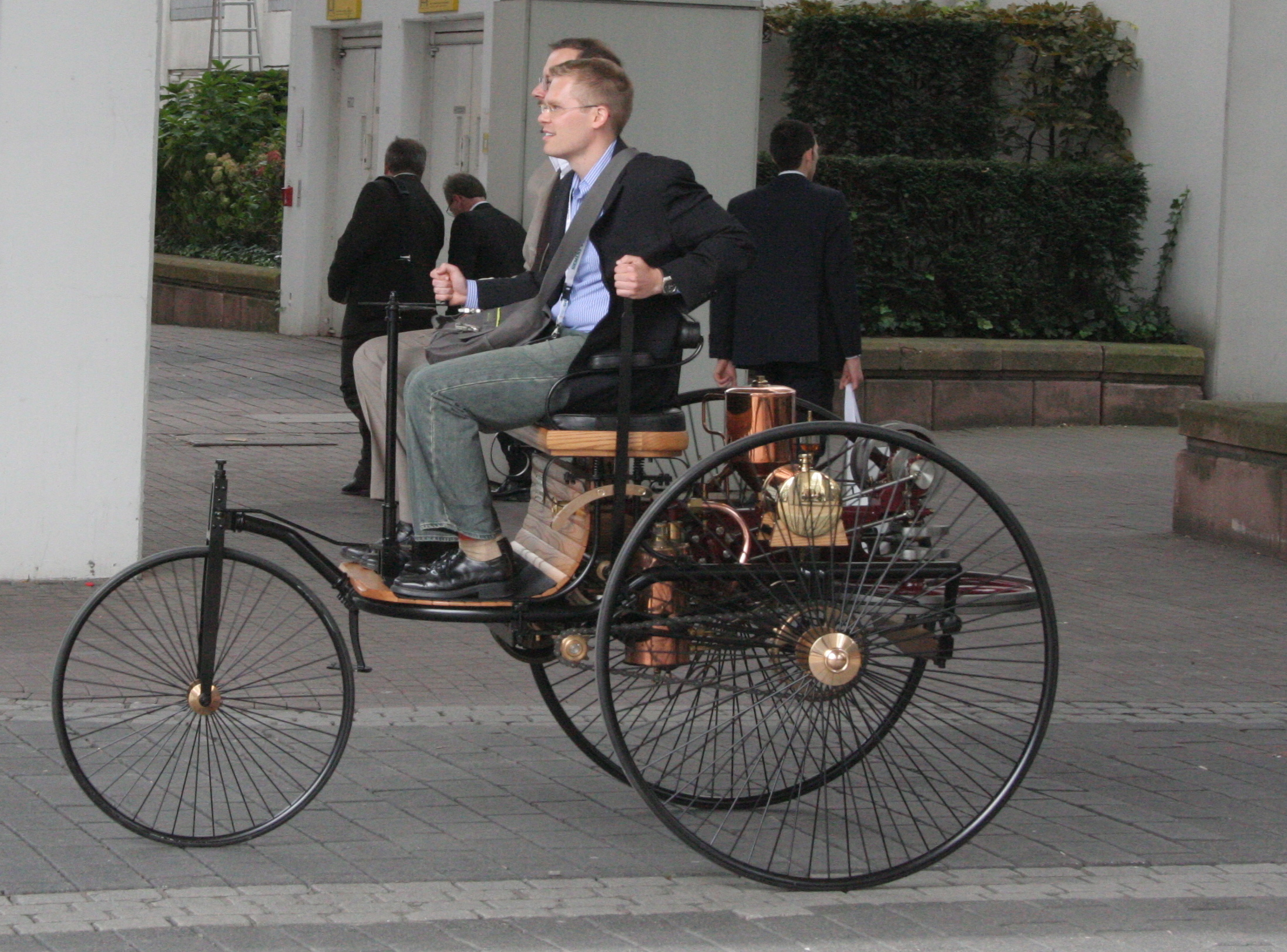
1885年のベンツ・パテント・モトールヴァーゲンの実動する複製

定置式エンジンと、それらの部品の設計・製造で業績を上げつつあったベンツは、1873年にガソリン動力の2ストロークピストンエンジンの開発に成功し、その後自動車の開発に着目した。
ベンツのパテント・モトールヴァーゲンは後車軸上部にエンジンを備えた後輪駆動の三輪自動車であった。車両は多くの新機軸が盛り込まれていた。鋼管と木製の板で構成された。鋼鉄製のスポーク車輪とソリッドゴムタイヤはベンツ独自の設計だった。操舵機構はラック・アンド・ピニオン式で、前輪にはばねは備えられなかった。車軸懸架と両側のローラーチェーンの後部にはばねが使用されていた。単純なベルト式の1速式変速機が開放式の円盤と駆動円盤の間にあった。

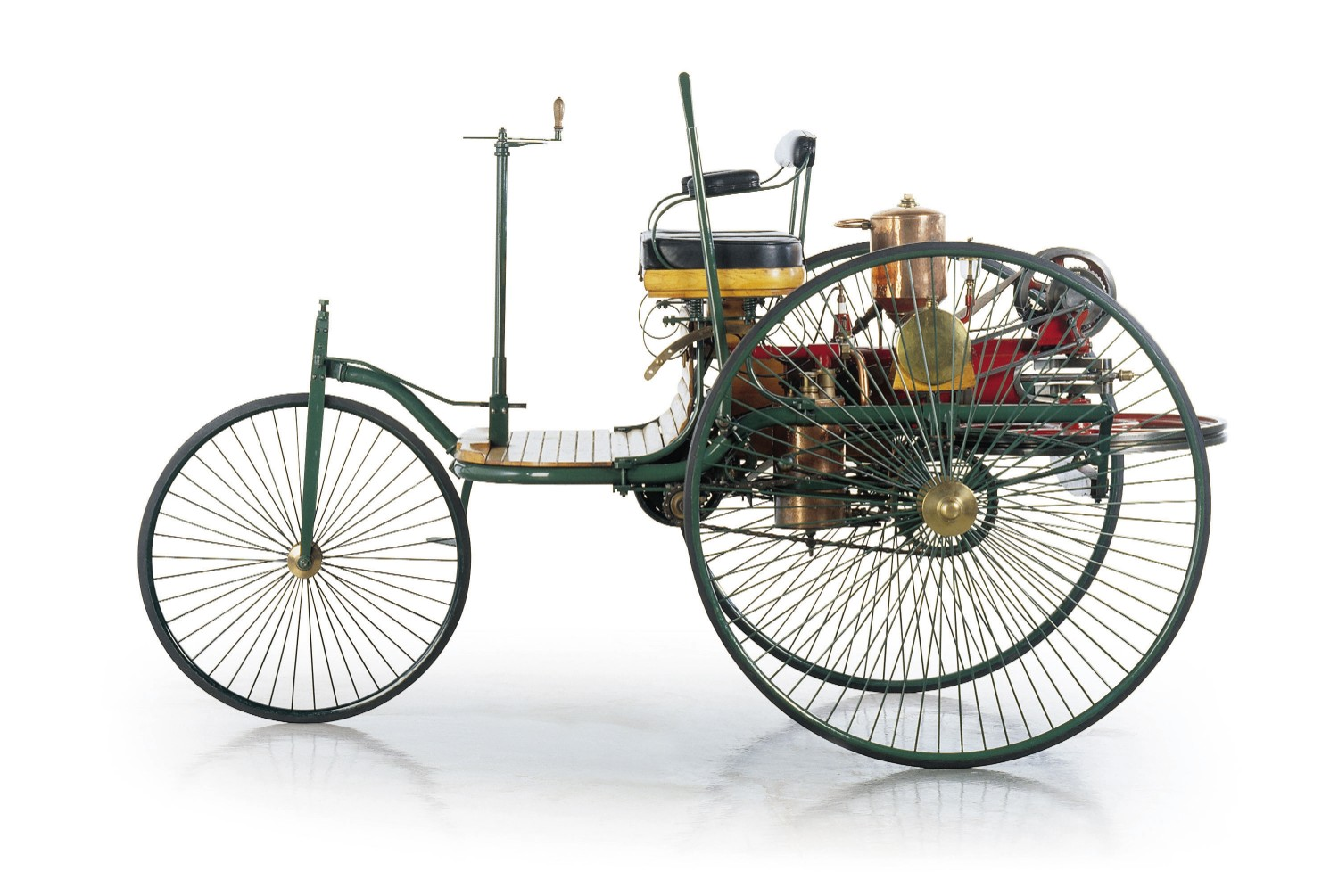
パテント・モトールヴァーゲン ベンツ Nr. 2

最初のモトールヴァーゲンはtremblerコイル式点火器を備えたベンツ954  cc 単気筒 4ストロークエンジンを使用した。この新しいエンジンはパテント・モトールヴァーゲン搭載時、250  rpmの回転時に出力が2⁄3馬力 (0.50 kW)で後にマンハイム大学が調べたところ400  rpm回転時に0.9 hp (0.67 kW)を出力した。これはかなり軽量のエンジンで、重量は約100 kg (220 lb)だった。クランクケースと滴下式注油装置はむき出しだったもののプッシュロッドで排気用ポペットバルブを動かすなど、近代的な機構だった。大きな水平のはずみ車によって単気筒エンジンの出力を安定させた。蒸発式気化器は出力とエンジンの回転数を制御するためにスリーブバルブによって制御された。
最初のモトールヴァーゲンはキャブレターが組み込まれておらず、シリンダーに送る燃料は束ねた繊維を伝う毛細管現象を利用して蒸発させて供給した。ベンツが後に製造したモトールヴァーゲンのモデル番号2は出力が1.5  hp (1.1  kW)でモデル番号3は最大速度約10 mph (16 km/h)に到達するために出力が2 hp (1.5 kW)だった。車体は1887年に木製スポークホイールや燃料タンクや手動式後輪踏面ブレーキの採用で強化された。

## ベルタ・ベンツによる歴史的な運転

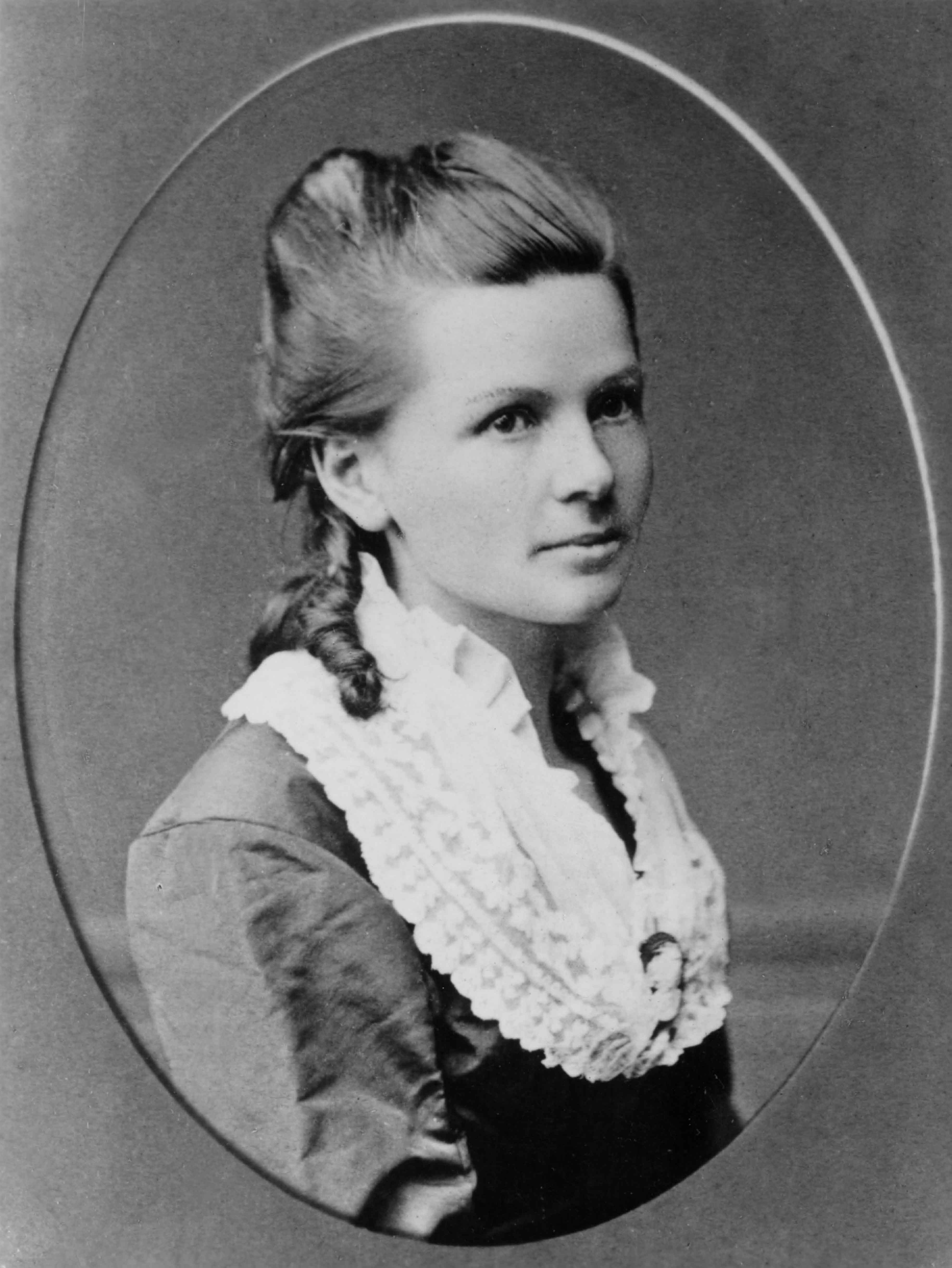
ベルタ・ベンツ (1849–1944)

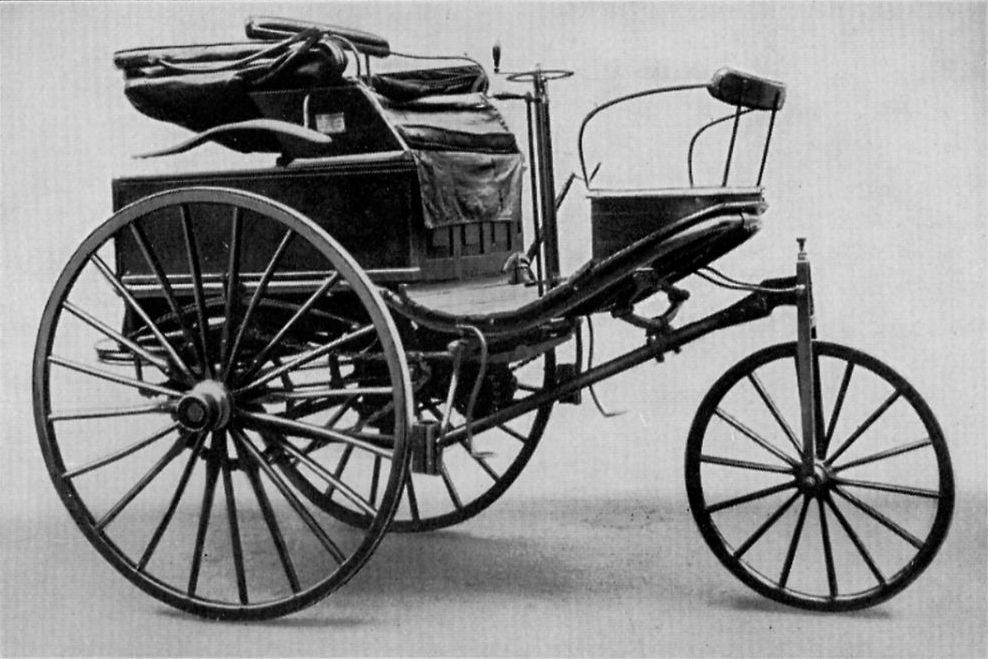
ベルタ・ベンツによって最初に自動車で長距離（96 km または60マイル以上）旅行した時に使用されたパテント・モトールヴァーゲン3号車

カールと結婚したベルタ・ベンツは、パテント・モトールヴァーゲンを社会に広めようと1888年8月初頭、パテント・モトールヴァーゲン3号車を夫に内緒で持ち出し、自動車が長距離の移動に有用であることを実証するため自動車での初の長距離旅行に出かけた。正装したベルタは15歳のオイゲンと14歳のリヒャルトの二人の息子を連れてマンハイムから（歴史上初の給油所となる薬局での燃料補給のために）ハイデルベルクとヴィースロッホを経由し、彼女の実家のプフォルツハイムまで旅行した。
運転手と同様にベルタは運転時において整備士の役割も担い、気化器を彼女の帽子のピンで掃除したりガーターを電線の絶縁に使用したりした。彼女はヴィースロッホの薬局で給油し、ブレーキが磨り減ったため靴屋に革をブレーキブロックに釘付けしてもらい、後にこれはブレーキライニングの発明になった。プフォルツハイム到着後、彼女は夫に電報を打った後、実家で夜を過ごし3日後に戻った。旅程は計194 km (121 mi)だった。

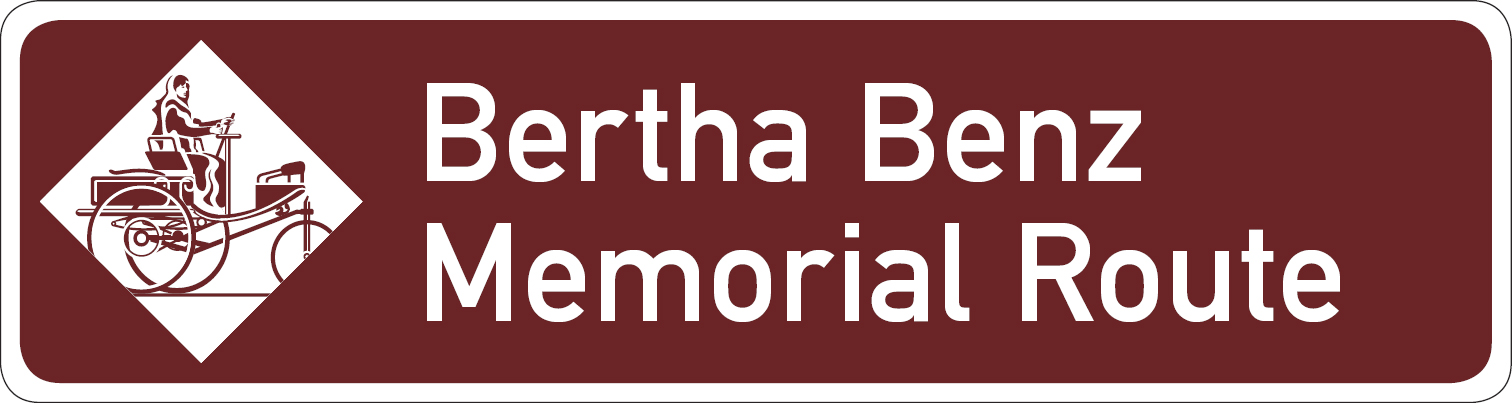
ベルタ・ベンツ・メモリアルルートの公式標識

ドイツではベルタ・ベンツの歴史的な旅行を祝ってクラシックカーによるパレードが隔年開催される。
2008年にはベルタ・ベンツ・メモリアルルートは1888年のベルタ・ベンツによる世界初の自動車による長距離旅行を称えて産業遺産の道路として公式に登録された。マンハイムからハイデルベルクを経由してプフォルツハイムまで行って戻る全行程194 km (121 mi)に標識がある。